# Liste der Museen im Landkreis Unterallgäu
Die Liste der Museen im Landkreis Unterallgäu gibt einen Überblick der aktuellen und ehemaligen Museen im Landkreis Unterallgäu in Bayern.

## Aktuelle Museen
| Gemeinde              | Name                                               | Kurzbeschreibung | gegründet/ eröffnet        | Träger | Standort                                                | Bild           | Internetauftritt |
| --------------------- | -------------------------------------------------- | --- | -------------------------- | --- | ------------------------------------------------------- | -------------- | ---------------- |
| Babenhausen           | Fuggermuseum Babenhausen                           | Zeugnisse der 600-jährigen Geschichte der Familie Fugger-Babenhausen | 1955                       | Fürstlich und Gräflich Fuggersche Stiftung                                                                               | Im Fuggerschloss                                        |                | Internetauftritt |
| Babenhausen           | MTK - Museum für Technik und Kommunikation         | |                            | Historischer Verein Babenhausen/Schwaben e. V.                                                                           |                                                         |                | Internetauftritt |
| Bad Wörishofen        | Allgäuer Fischmuseum                               | Ausgestellt werden heimische und exotische Fischarten sowie Tiere und Vögel am Wasser und zu Lande |                            | privat | Fidel-Kreuzer-Straße 5                                  |                |                  |
| Bad Wörishofen        | Fliegermuseum Bad Wörishofen                       | Museum zur Geschichte der Luftfahrt | Apr. 2010                  | Förderverein Fliegermuseum Bad Wörishofen e.V.                                                                           | Kemptener Straße 1                                      | Weitere Bilder | Internetauftritt |
| Bad Wörishofen        | Kutschenmuseum Bad Wörishofen                      | Historische Schlitten- und Kutschensammlung |                            | privat | Max-Planck-Straße 11                                    |                | Internetauftritt |
| Bad Wörishofen        | Puppenmuseum Bad Wörishofen                        | Rund 600 Puppen und Bären: Sammlerstücke aus den Jahren 1920 bis 2000 |                            | privat | Allgäuer Straße 22/24                                   |                | Internetauftritt |
| Bad Wörishofen        | Sebastian-Kneipp-Museum Bad Wörishofen             | Das Leben von Sebastian Kneipp |                            | | Klosterhof 1                                            |                | Internetauftritt |
| Bad Wörishofen        | Süddeutsches Fotomuseum                            | Geschichte der deutschen und internationalen Fotoindustrie, der Konstrukteure, der Händler, Labore und auch der Fotografen                                                                                    | 2017                       | Freundeskreis vom Süddeutschen Fotomuseum                                                                                | Beethovenweg 1                                          |                | Internetauftritt |
| Benningen             | Riedmuseum                                         | Museum zum Naturerlebnis Benninger Ried, dem größten Quellgebiet Bayerns |                            | Förderverein Benninger-Ried-Museum                                                                                       | Riedkapelle 2                                           |                | Internetauftritt |
| Buxheim               | Kartausenmuseum                                    | Geschichte des Klosters Buxheim | 1975 2007                  | Heimatdienst Buxheim e. V.                                                                                               | !547.9994945510.1337565 47.999494444444 10.133755555556 |                | Internetauftritt |
| Erkheim-Daxberg       | Allgäu-Schwäbisches Dorfschulmuseum                | Ein "Museum zum Anfassen": Schulwirklichkeit von einst kann praktisch nachvollzogen werden. | 1988                       | Heimatpflege-Verein Markt Erkheim                                                                                        | Ortsstraße 17                                           | Weitere Bilder | Internetauftritt |
| Kirchheim in Schwaben | Heimatmuseum Kirchheim in Schwaben                 | Sammlungen zu Vor- und Frühgeschichte, Kunst, Volkskunde, Ortsgeschichte und Handwerk |                            | Markt Kirchheim in Schwaben                                                                                              | Marktplatz 6                                            | weitere Bilder |                  |
| Kronburg-Illerbeuren  | Schwäbisches Freilichtmuseum Illerbeuren           | Bis 2023 Schwäbisches Bauernhofmuseum Erstes Freilichtmuseum dieser Art im Süden der Bundesrepublik Deutschland                                                                                               | 1955                       | Bezirk Schwaben, Landkreis Unterallgäu, Gemeinde Kronburg, Heimatdienst Illertal e. V                                    | Museumstraße 8                                          | weitere Bilder | Internetauftritt |
| Legau-Maria Steinbach | Wallfahrtsmuseum Maria Steinbach                   | Das Museum zeigt Votivbilder, Wallfahrtsandenken und Gebetbucheinlagen | 1984                       | | Kirchhof 4                                              |                | Internetauftritt |
| Memmingerberg         | Fliegergeschichtliches Museum JaboG 34             | Wehrgeschichtliche Sammlung zum Jagdbombergeschwader 34 „Allgäu“ und Exponate, die die Geschichte der Luftfahrt darstellen                                                                                    |                            | Traditionsgemeinschaft Jagdbombergeschwader 34 Allgäu mit fliegergeschichtlichem Museum und Fliegerhorst Memmingen e. V. |                                                         | weitere Bilder | Internetauftritt |
| Mindelheim            | Schwäbisches Krippenmuseum                         | Überblick über die Entwicklung der Bilderwelt um Kindheit und Passion Jesu Christi im schwäbischen und bayerischen Raum mit dem „Haushälterle“, der ältesten bekannten Christkind-Figur der Welt von um 1300. | 1989                       | Stadt Mindelheim, Landkreises Unterallgäu und Bezirk Schwaben                                                            | Hermelestraße 4                                         | weitere Bilder | Internetauftritt |
| Mindelheim            | Schwäbisches Turmuhrenmuseum                       | Rund 50 Turmuhren aus der Zeit von 1562 bis 1978, dazu zahlreiche Taschenuhren, Pendulen, Sonnenuhren und andere Werke der Uhrmacherkunst                                                                     | 1979                       | Stadt Mindelheim, Landkreises Unterallgäu und Bezirk Schwaben                                                            | Hermelestraße 4                                         |                | Internetauftritt |
| Mindelheim            | Südschwäbisches Archäologiemuseum Mindelheim       | Vormals Südschwäbisches Vorgeschichtsmuseum Mindelheim Besiedlungs- und Kulturgeschichte des südschwäbischen Raumes von der Eiszeit bis in das frühe Mittelalter                                              | 1994                       | Stadt Mindelheim, Landkreises Unterallgäu und Bezirk Schwaben                                                            | Hermelestraße 4                                         |                | Internetauftritt |
| Mindelheim            | Stadtmuseum Mindelheim                             | Heimatmuseum der Stadt Mindelheim Zur Zeit wegen Umzug aus dem Kloster Heilig Kreuz in die Mindelburg geschlossen. (Stand: April 2025)                                                                        | 1903                       | Stadt Mindelheim | !548.0474005510.4892005 48.0474 10.4892                 |                | Internetauftritt |
| Mindelheim            | Textilmuseum Mindelheim - Sandtnerstiftung         | „Mode.Kunst.Handwerk“ und „Kunst.Stoff“ | 1986                       | Stadt Mindelheim, Landkreises Unterallgäu und Bezirk Schwaben                                                            | Hermelestraße 4                                         |                | Internetauftritt |
| Ottobeuren            | Museum für zeitgenössische Kunst – Diether Kunerth | Ausstellungshaus für zeitgenössische Kunst | 24. Mai 2014               | Trägerverein Ottobeurer Museen, Kunst und Kultur e.V.                                                                    | Marktplatz 14 a                                         | Weitere Bilder | Internetauftritt |
| Türkheim              | Heimatmuseum / Sieben-Schwaben-Museum              | | Nach dem Zweiten Weltkrieg | Marktgemeinde Türkheim                                                                                                   | Maximilian-Philipp-Straße 32                            |                | Internetauftritt |